# Giuseppe Venanzio Olivieri
Giuseppe Venanzio Olivieri (Rossiglione Inferiore, 26 febbraio 1834 – Moncalieri, 9 novembre 1891) è stato un militare italiano, insignito della medaglia d'oro al valor militare a vivente nel corso della terza guerra d'indipendenza italiana.

## Biografia
Nacque a Rossiglione Inferiore, provincia di Genova, il 26 febbraio 1834, figlio di Nicolò e di Virginia Bielati.
Studente universitario del terzo anno della Facoltà di matematica dell'Università di Torino, nel settembre 1855 fu ammesso, con il grado di sottotenente in servizio permanente effettivo nello Stato maggiore dell'arma di artiglieria.
Con la promozione a luogotenente nel 1858 passò al Reggimento artiglieria da piazza e l'anno successivo prese parte alla seconda guerra d'indipendenza italiana.
Promosso capitano nel marzo 1860 partecipò, al comando di una batteria del 1º Reggimento, alla campagna piemontese in Italia centrale. Nel corso dell'assedio di Gaeta, l'8 gennaio 1861, si distinse particolarmente tanto da venite insignito della Croce di Cavaliere dell'Ordine militare di Savoia.
Nel corso della terza guerra d'indipendenza italiana ebbe il comando della 9ª batteria del 5º Reggimento artiglieria da campagna, assegnata dapprima alla riserva generale, poi alla 3ª Brigata d'artiglieria agli ordini del maggiore Orazio Dogliotti, per le operazioni nel Tirolo con i volontari del generale Giuseppe Garibaldi.
In valle Conzei, durante la ritirata dei garibaldini sotto la forte pressione del nemico, che nella notte sul 21 luglio aveva circondato e poi disperso un battaglione del 5º Reggimento volontari, si registrarono due successivi combattimenti a Condino e a Bezzecca. La 9ª batteria contribuì a fermare l'avanzata delle truppe austriache ed a rendere più facile l'ordinato ripiegamento dei volontari. Sotto il fuoco dei superiori mezzi avversari egli ordinò il ripiegamento della batteria dopo avere esaurito la dotazione dei colpi a mitraglia e non potendo più tenere la posizione senza esporre i pezzi ed i serventi a inutile distruzione.
Con Regio Decreto 6 dicembre 1866 fu insignito della medaglia d'oro al valor militare a vivente. 
Promosso maggiore nel luglio successivo, rientrò in servizio allo stato maggiore dell'Arma. Con la promozione a tenente colonnello nel 1875 e a colonnello nel 1879, fu comandante del 3º Reggimento artiglieria da campagna e successivamente assunse la direzione dei Laboratori Pirotecnici di Bologna e di Capua. Nel 1884 assunse il comando del 14º Reggimento d'artiglieria e, due anni dopo, fu collocato in disponibilità. Si spense a Moncalieri il 9 novembre 1891.